# Biblia Jurija Dalmatina
Biblia Jurija Dalmatina (słoweń. Dalmatinova Biblija) – protestancki, pierwszy przekład Pisma Świętego na język słoweński. Głównym tłumaczem był protestancki teolog Jurij Dalmatin. Przekład został opublikowany w 1584 roku w Wittenberdze. Zabytek literatury słoweńskiej i najważniejsze dzieło okresu reformacji w Słowenii.

## Historia

### Przekład
Reformacja przyniosła zainteresowanie tłumaczeniem Pisma Świętego na języki ojczyste. W Słowenii jako pierwszy podjął się tego zadania duchowny protestancki Primož Trubar (1508–1586). W 1555 roku wydał Ewangelię według Mateusza, a w latach 1557–1577 cały Nowy Testament w trzech tomach opierając się na Biblii Lutra oraz pismach Erazma z Rotterdamu.
Do dalszej pracy nad tłumaczeniem Pisma Świętego Trubar zachęcił studenta Uniwersytetu w Tybindze Jurija Dalmatina (1547–1589). Dalmatin znał grekę i język hebrajski jednak przy tłumaczeniu Starego Testamentu opierał się głównie na przekładzie Lutra. Do opracowania Nowego Testamentu wykorzystał przekład Trubara, który dostosował do tłumaczenia Lutra, równocześnie usuwając z niego germanizmy i ujednolicając tekst. Pełne tłumaczenie Biblii Dalmatin ukończył w 1578 roku.
W 1581 roku w Lublanie powstała komisja weryfikacyjna, w skład której weszło 11 teologów protestanckich z Krainy, Styrii i Karyntii. Po weryfikacji ostateczną formę tekstowi przekładu nadał Jurij Dalmatin i jego były nauczyciel z Krška, Adam Bohorič. Biblię postanowiono wydać w drukarni Mandelca w Lublanie, lecz po interwencji biskupa Lublany, zwolennik kontrreformacji arcyksiążę Karol zakazał wydawania tej Biblii w Lublanie i całej Karinie, a drukarza zmuszono do opuszczenia Słowenii. Po poszukiwaniach wydawcy i drukarza ostatecznie zdecydowano, że wydawcą będzie Samuel Seelfisch z Lipska, a na drukarnię wybrano zakład spadkobierców Johanna Kraffta w Wittenberdze.

### Druk i dystrybucja
Druk Biblii rozpoczęto 28 maja 1583, a ukończono 9 listopada 1583, jednakże oficjalną datą wydania jest 1584 rok. Biblia Dalmatina jest bogato ilustrowana, zdobią ją 222 drzeworyty. Niektóre z nich zostały wykonane na potrzeby pierwszego wydania Biblii Lutra (1534). Tekst składa się z pięciu sekcji. Pierwsza nienumerowana sekcja zawiera wydrukowaną w dwóch kolorach (czarnym i czerwonym) stronę tytułową, przedmowę w języku niemieckim i dłuższy wstęp w języku słoweńskim oraz indeks. Część druga zawiera księgi historyczne Starego Testamentu na 168 kartach (336 stron), następna część to Prorocy (108 kart; 216 stron), dalej Nowy Testament (76 kart; 152 strony), i na końcu nienumerowany indeks (17 stron).
Nakład wyniósł 1500 egzemplarzy. W styczniu 1584 roku Dalmatin wraz ze współpracownikami opuścił Wittenbergę. Biblie przekazano do oprawy u kilku introligatorów, w wyniku czego oprawy od poszczególnych introligatorów znacząco się różnią, zarówno jeśli chodzi o jakość materiałów, jak i sposób wykonania. Następnie z obawy przed kontrreformacją Biblie zostały potajemnie dostarczone do kraju w beczkach. Do Krainy trafiło 870 egzemplarzy, do Styrii 330, a do Karyntii 300. Cenę jednego egzemplarza ustalono na 4 floreny i 30 kreuzterów (równowartość pary dobrych wołów). Jeden egzemplarz specjalnie oprawiony w skórę otrzymał Primož Trubar. Cały nakład rozszedł się w latach 1584–1585.

### Znaczenie
Biblia Dalmatina uniknęła losów książek poszukiwanych i palonych przez kontrreformację w Słowenii. Wynikało to stąd, że po usunięciu przedmowy mogli ją czytać księża katoliccy. W 1994 roku znane były 32 egzemplarze zachowane w Słowenii oraz 42 za granicami kraju. Po 1994 roku odnaleziono kilka kolejnych a przypuszczalnie w różnych bibliotekach zachowały się jeszcze inne nierozpoznane egzemplarze.
Biblia Dalmatina jest zabytkiem literatury słoweńskiej i najważniejszym dziełem okresu reformacji w Słowenii.